# Tieniszewo
Tieniszewo – osiedle typu miejskiego w Rosji, w Tatarstanie. W 2010 roku liczyło 809 mieszkańców.